# Amalie Haizinger
Amalie Haizinger, nata Amalie Morstadt (Karlsruhe, 6 maggio 1800 – Vienna, 10 agosto 1884), è stata un'attrice teatrale e cantante lirica tedesca.

## Biografia
Debuttò quando era ancora bambina, all'età di dieci anni al Karlsruher Theater, dimostrandosi un talento precoce.
Nel 1816 sposò l'attore Carlo Neumann con il quale formò una compagnia teatrale.
Durante la sua carriera riscosse grandi successi in tutta l'Europa, dalla Francia alla Russia, sia per le recitazioni nelle opere liriche sia in quelle in prosa, ricevendo nel 1827, a Weimar, i complimenti di Goethe.

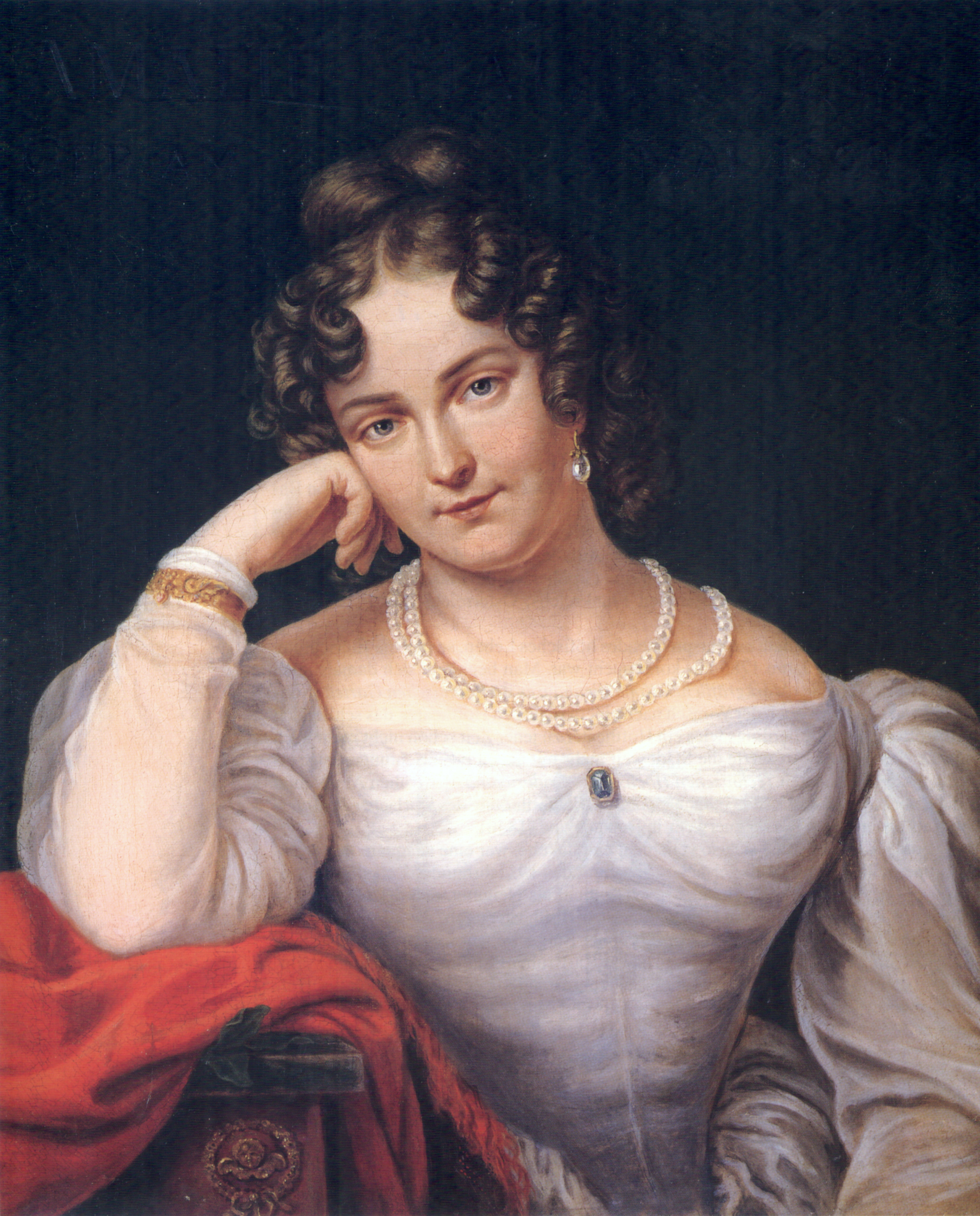
Amalie Haizinger, dipinto di Franz Seraph Stirnbrandt, 1850

Dopo la morte del primo marito, si sposò nel 1827 con il cantante tenore Anton Haizinger, con cui lavorò soprattutto a Karlsruhe.
Dal 1847 fino alla fine della sua carriera fu un caposaldo del Burgtheater di Vienna, dove interpretò, tra gli altri, il ruolo peculiare della 'strana vecchia'.

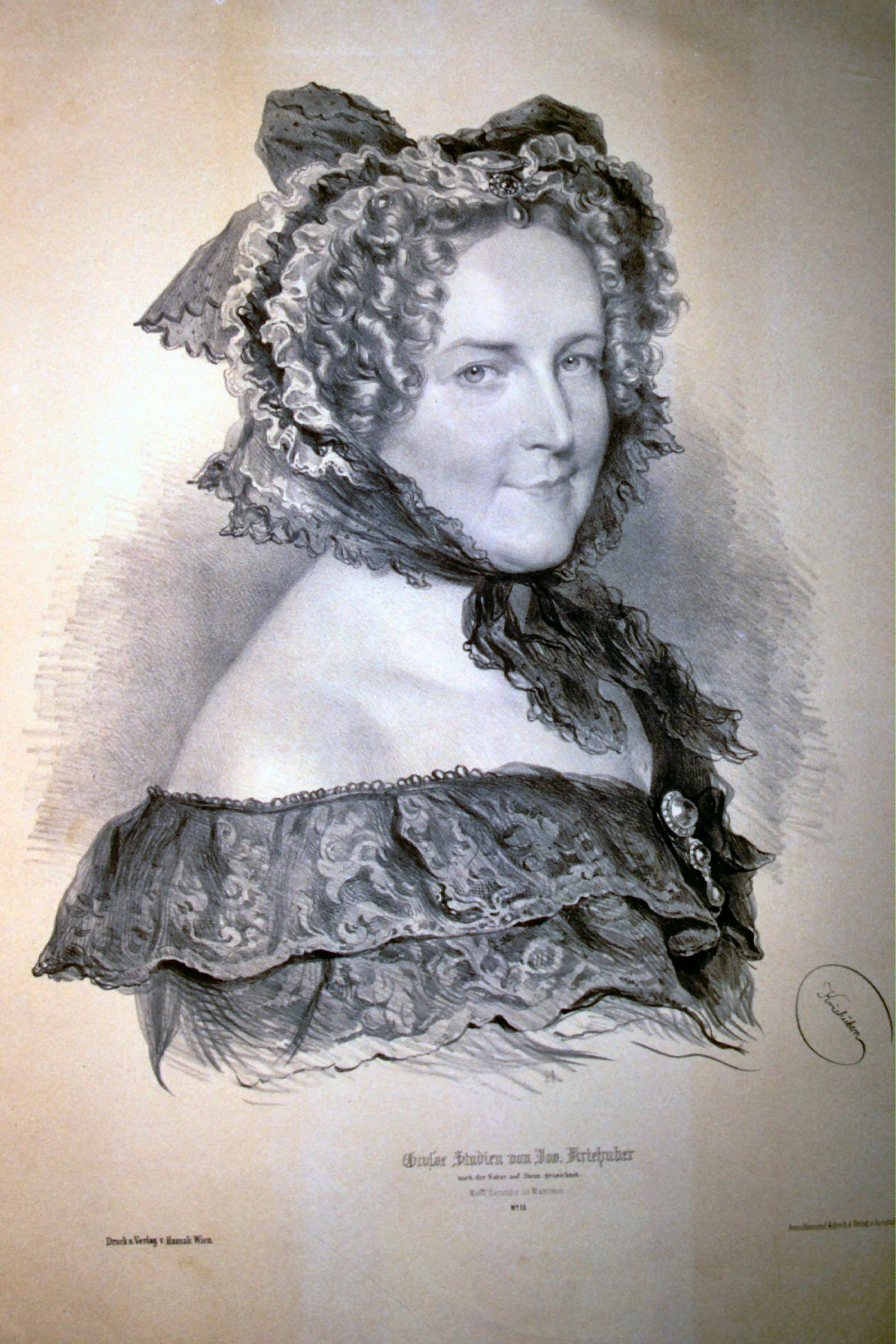
Amalie Haizinger in una litografia di Josef Kriehuber, 1852

Ribattezzata dai parigini la 'Mars tedesca', si mise in luce per le doti di naturalezza, serietà, grazia, che mantenne dalle prime recitazioni di 'ingenua' fino alle ultime come caratterista (per esempio la Marta del Faust di Goethe o la Maria Stuarda).
Il suo soggetto preferito e maggiormente adatto alle sue caratteristiche era il genere più alto e più fine della commedia, in cui lei si confrontava impreziosendolo di umorismo fresco e grazioso, oltreché di spirito genuino.
Con il suo primo marito Amalie Haizinger ebbe due figli, una delle quali, Luise Neumann (1818-1905), seguì le sue orme di attrice.
In sua memoria, le sono state dedicate una scuola e una strada a Vienna.